# Farvar (ort i Semnan)
Farvar (persiska: فرور, فَروار) är en ort i Iran.   Den ligger i provinsen Semnan, i den centrala delen av landet, 100 km sydost om huvudstaden Teheran. Farvar ligger 874 meter över havet och antalet invånare är 706.
Terrängen runt Farvar är platt åt sydost, men åt nordväst är den kuperad. Terrängen runt Farvar sluttar söderut.Runt Farvar är det glesbefolkat, med 9 invånare per kvadratkilometer. Närmaste större samhälle är Garmsār, 2,3 km söder om Farvar. Trakten runt Farvar består till största delen av jordbruksmark.